# Helicina rostrata
Helicina rostrata је пуж из реда Cycloneritimorpha.

## Угроженост
Ова врста се сматра угроженом.

## Распрострањење
Врста је присутна у Никарагви и Гватемали.